# Ectropis pluto
Ectropis pluto là một loài bướm đêm trong họ Geometridae.